# Club de Deportes de la Universidad Técnica del Estado
El Club de Deportes de la Universidad Técnica del Estado fue un club deportivo chileno, con sede en la ciudad de Santiago. Representativo de la Universidad Técnica del Estado, fue fundado el 3 de abril de 1947, y desapareció en 1969, cuando su rama de fútbol se encontraba compitiendo en la Segunda División.

## Historia
En 1947, y siguiendo los pasos de Universidad de Chile y Universidad Católica, clubes profesionales nacidos de sus respectivas instituciones educativas, la UTE crea el suyo y en 1954 obtiene la personalidad jurídica, debutando ese año en la Segunda División del fútbol chileno. En sus inicios, el equipo estaba conformado solo por alumnos y funcionarios de la casa de estudios, pero luego instalados en fútbol profesional, menos estudiantes formaban parte del plantel y esta tradición se perdió, generando críticas.
En 1961 se inaugura el nuevo estadio institucional, en donde hacían de local, y su mejor campaña en Segunda fue la de 1962, año en que estuvieron más cerca del ascenso, al quedar en cuarta posición, a 4 puntos abajo de Coquimbo Unido, único ascendido de dicho campeonato.
En total fueron 15 años los que la "UTE" jugó en el profesionalismo, ya que antes de iniciar la temporada de 1970, las autoridades académicas decidieron retirar al club de la competencia, debido a falta de recursos y a la pérdida de la identidad con la casa de estudios, y así concentrar sus fuerzas en el deporte estudiantil. El último partido profesional lo disputó en la última fecha del Campeonato de Segunda División 1969, y acabó con triunfo como visitante contra Municipal de Santiago.

## Uniforme
| 1958 | 1959 |

## Jugadores

### Goleadores de torneos de Segunda División
- Fernando Pérez: 25 (1968)

## Entrenadores

### Cronología
- Leopoldo Aguilera (1954)
- José Santos Arias (1965)

## Datos del club

### Fútbol
- Temporadas en 2ª: 16 (1954-1969)
- Mejor puesto en Segunda División: 4º (Segunda División de Chile 1962)
- Peor puesto en Segunda División: 12º (Segunda División de Chile 1965)
- Mayor goleada conseguida:
  - En campeonatos nacionales: 6-0 a Santiago National en 1955 y a Trasandino en 1969
- Mayor goleada recibida: 
  - En campeonatos nacionales: 0-7 de San Luis en 1958

## Otras secciones deportivas

### Básquetbol

#### Palmarés
- Campeonato Nacional Universitario: 1964, 1966, 1968